# Bruno Canis
Bruno Canis (Argentina, 22 de febrero de 2000) es un basquetbolista argentino que se desempeña como ala-pívot.

## Trayectoria

### Clubes
| Club                      | País      | Año             |
| ------------------------- | --------- | --------------- |
| Deportivo San Andrés      | Argentina | 2016-2019       |
| Ferro                     | Argentina | 2020            |
| El Talar                  | Argentina | 2021            |
| Institución Sarmiento     | Argentina | 2022            |
| Ateneo Popular Versailles | Argentina | 2023            |
| Atlético Tostado          | Argentina | 2023            |
| All Boys                  | Argentina | 2024            |
| San Fernando              | Argentina | 2024 - Presente |